# Wołodymyr Horbowy
Wołodymyr Hryhorowycz Horbowy, ukr. Володимир Григорович Горбови́й, pol. Włodzimierz Stanisław Horbowyj, (ur. 30 stycznia 1899 w Dolinie, zm. 21 maja 1984 w Chodorowie) – ukraiński adwokat, działacz polityczny, wojskowy i nacjonalistyczny. Członek Ukraińskiej Organizacji Wojskowej (UWO) i Organizacji Ukraińskich Nacjonalistów (OUN).

## Życiorys
Ukończył gimnazjum w Stryju, następnie w czasie I wojny światowej walczył w armii austro-węgierskiej na froncie włoskim. Był ranny, stracił oko. Później był oficerem Ukraińskiej Armii Halickiej, brał udział w ofensywie Armii URL na Kijów w sierpniu 1919.
Od 1920 był rejonowym dowódcą Ukraińskiej Organizacji Wojskowej (UWO) w rejonie Doliny, w 1922 został szefem sztabu Komendy Głównej UWO we Lwowie, oraz szefem łączności pomiędzy Komendą główną a Komendą Krajową. Na przełomie listopada i grudnia 1928 pełnił obowiązki Krajowego Komendanta UWO. Był członkiem Organizacji Ukraińskich Nacjonalistów (OUN) od jej powstania.
Ukończył studia prawnicze w Pradze, był obrońcą w międzywojennych procesach politycznych (w tym obrońcą Stepana Bandery w dwóch procesach – procesie o zabójstwo Bronisława Pierackiego w Warszawie i procesie lwowskim kierownictwa OUN). W 1934 był jednym z pierwszych osadzonych w Miejscu Odosobnienia w Berezie Kartuskiej.
W czasie okupacji niemieckiej w Polsce od 1939 mieszkał w Krakowie. W 1941 był wiceprzewodniczącym Ukraińskiego Komitetu Narodowego, faktycznie pełniącym obowiązki przewodniczącego. W konsekwencji po proklamacji niepodległości państwa ukraińskiego został aresztowany 5 lipca 1941 przez Gestapo. Więziony w więzieniach niemieckich do 1942, wypuszczony ze względu na zły stan zdrowia. Brał udział w rozmowach polskiego i ukraińskiego podziemia. W okresie okupacji mianowany przez władze niemieckie sędzią Sądu Apelacyjnego w Krakowie.
1 lipca 1947 aresztowany przez czeską policję w Pradze, przekazany do zsowietyzowanej już Polski, 9 lipca 1948 wydany władzom ZSRR. Skazany na 25 lat łagru, odbył wyrok w całości (w drugiej części na zesłaniu). Został zwolniony 1 sierpnia 1972, do końca życia pozostawał pod nadzorem milicyjnym.
Zmarł nagle, pochowany na cmentarzu w Dolinie.